# Pottsville (Arkansas)
Pottsville es una ciudad ubicada en el condado de Pope en el estado estadounidense de Arkansas. En el Censo de 2010 tenía una población de 2838 habitantes y una densidad poblacional de 83,53 personas por km².

## Geografía
Pottsville se encuentra ubicada en las coordenadas 35°13′56″N 93°3′41″O / 35.23222, -93.06139. Según la Oficina del Censo de los Estados Unidos, Pottsville tiene una superficie total de 33.98 km², de la cual 33.91 km² corresponden a tierra firme y (0.21%) 0.07 km² es agua.

## Demografía
Según el censo de 2010, había 2838 personas residiendo en Pottsville. La densidad de población era de 83,53 hab./km². De los 2838 habitantes, Pottsville estaba compuesto por el 92.32% blancos, el 0.85% eran afroamericanos, el 0.67% eran amerindios, el 0.56% eran asiáticos, el 0% eran isleños del Pacífico, el 3.52% eran de otras razas y el 2.08% pertenecían a dos o más razas. Del total de la población el 5.74% eran hispanos o latinos de cualquier raza.